# X-COM: Terror from the Deep
X-COM: Terror from the Deep («Ужас из глубин») — компьютерная стратегическая игра, разработанная и выпущенная американской компанией MicroProse в 1995 году для ПК и в 1996 году для PlayStation. Это вторая часть серии X-COM и непосредственное продолжение X-COM: UFO Defense.
4 мая 2007 года Terror from the Deep была выпущена в Steam компанией 2K Games, которая унаследовала права на игру.
Игра была переиздана как часть X-COM (Collector’s Edition) от MicroProse в 1998 году, X-COM Collection от Hasbro Interactive в 1999 году, X-COM: Complete Pack от 2K Games в 2008 году и 2K Huge Games Pack в 2009 году.

## Сюжет
В X-COM: Terror From The Deep игрок руководит международной организацией X-COM, ранее противостоявшей вторжению пришельцев, а теперь перенацеленной на угрозы из морских глубин. В отличие от предыдущей игры, в Terror From The Deep значительная часть действия происходит на море и под водой.
В момент своего уничтожения марсианская цивилизация отправила в космос мощный сигнал, достигший огромного космического корабля, упавшего на Землю (в Мексиканский залив) миллионы лет назад. В 2040 году новая угроза, на этот раз исходящая из морских глубин, заставляет правительства ведущих стран мира возродить организацию X-COM.

## Отличия от первой части
Концепция и механика игры не претерпели заметных изменений, однако графическая составляющая Terror From The Deep прошла значительную переработку. Атмосфера игры стала более мрачной, чему поспособствовала музыка, которая навевает страх и держит игрока в напряжении. Карты тактического режима увеличились в размерах, вследствие чего значительно повысились продолжительность и сложность тактических сражений. Из-за больших размеров карты и её насыщенности элементами окружения ещё более актуальной стала «проблема последнего пришельца». После уничтожения большинства инопланетян один или несколько уцелевших прячутся и ничем не выдают своего присутствия. Для их обнаружения игроку приходится прочёсывать значительное пространство, что может занять длительное время. Кроме того, во время миссии террора на корабле последний выживший инопланетянин может оказаться в месте, физически недоступном для солдат X-COM.
Основная экипировка и артефакты из прошлой игры перекочевали практически без изменений, сменив только название и описание согласно новому «морскому» сеттингу. Так, контроль сознания (Mind Control) превратился в молекулярный контроль (Molecular Control, M.C.), источник энергии элериум-115 (Elerium 115) — в зэрбайт (Z’rbite), оружие пришельцев вместо плазменного стало акустическим и так далее. Вместе с тем характеристики всех видов оружия были занижены. Некоторые виды оружия могут использоваться только под водой. В игре впервые появилось полноценное оружие ближнего боя (в первой части в распоряжении игрока была только электрошоковая дубинка для захвата пришельцев).
По сравнению с первой частью акцент миссий сместился в сторону террористических атак пришельцев. Вместо одного вида миссий террора в первой части игры (в городе), их стало три (в порту, на острове и на корабле, причём корабль может быть одного из двух видов — пассажирский или грузовой, причём карта каждого из двух видов кораблей не генерируется случайно, а едина для соответствующего варианта «корабельных» миссий). Кроме того, появились бои в «местах активности пришельцев» (сообщения об обнаружении таких мест поступают так же, как о задачах пресечения террора). «Миссии активности», а также миссии на подводных базах инопланетян состоят из двух этапов (как финальная миссия на Марсе в UFO Defense). Число разновидностей пришельцев уменьшилось с пяти до четырёх, но число террористических юнитов возросло с шести до семи. Также появились смешанные команды, когда на одной миссии (как при штурме сбитых или севших на дно кораблей пришельцев, так и в миссиях террора и при защите своих баз) можно встретить представителей разных рас.
Дерево исследований новых технологий стало гораздо шире и запутаннее по сравнению с первой частью, из-за чего в концепцию исследований вкралось несколько ошибок, которые при определённых обстоятельствах делают прохождение игры невозможной.

## Оценки
| Русскоязычные издания | Русскоязычные издания |
| Издание               | Оценка                |
| --------------------- | --------------------- |
| «Игромания»           | [ 2 ]                 |
| Магазин игрушек       | [ 1 ]                 |

Журнал «Магазин игрушек» отметил, что игра во многом по геймплею повторяет первую часть, но вместе с тем, поставил высокие оценки (графика 4,5/5, звук, сюжет и общая привлекательность 5/5).